# Сан-Габріел (Каліфорнія)
Сан-Габріел (англ. San Gabriel) — місто (англ. city) в США, на південному заході штату Каліфорнія, поблизу узбережжя Тихого океану, на території округу Лос-Анджелес. Населення — 39 568 осіб (2020).

## Географія
Сан-Габріел розташований за координатами 34°5′41″ пн. ш. 118°5′54″ зх. д. / 34.09472° пн. ш. 118.09833° зх. д. (34.094636, -118.098469).  За даними Бюро перепису населення США в 2010 році місто мало площу 10,74 км², з яких 10,73 км² — суходіл та 0,00 км² — водойми.

### Клімат
| Клімат : Сан-Габріел         | Клімат : Сан-Габріел | Клімат : Сан-Габріел | Клімат : Сан-Габріел | Клімат : Сан-Габріел | Клімат : Сан-Габріел | Клімат : Сан-Габріел | Клімат : Сан-Габріел | Клімат : Сан-Габріел | Клімат : Сан-Габріел | Клімат : Сан-Габріел | Клімат : Сан-Габріел | Клімат : Сан-Габріел | Клімат : Сан-Габріел |
| Показник                     | Січ.                 | Лют.                 | Бер.                 | Квіт.                | Трав.                | Черв.                | Лип.                 | Серп.                | Вер.                 | Жовт.                | Лист.                | Груд.                | Рік                  |
| Абсолютний максимум, °C      | 34,4                 | 34,4                 | 38,3                 | 41,1                 | 41,1                 | 43,9                 | 45,6                 | 44,4                 | 44,4                 | 42,2                 | 38,3                 | 35,6                 | 45,6                 |
| Середній максимум, °C        | 19,6                 | 20,2                 | 21,3                 | 23,0                 | 24,4                 | 26,6                 | 29,6                 | 30,8                 | 29,6                 | 26,3                 | 22,8                 | 19,3                 | 24,5                 |
| Середній мінімум, °C         | 7,2                  | 8,4                  | 9,9                  | 11,7                 | 14,0                 | 16,0                 | 18,2                 | 18,4                 | 17,4                 | 13,8                 | 9,3                  | 6,4                  | 12,6                 |
| Абсолютний мінімум, °C       | −5,6                 | −6,1                 | −0,6                 | 1,1                  | 3,3                  | 6,1                  | 7,8                  | 10,0                 | 5,6                  | 0,6                  | −1,1                 | −4,4                 | −6,1                 |
| Норма опадів, мм             | 93                   | 118                  | 76                   | 28                   | 10                   | 4                    | 1                    | 2                    | 8                    | 20                   | 37                   | 61                   | 458                  |
| ---------------------------- | -------------------- | -------------------- | -------------------- | -------------------- | -------------------- | -------------------- | -------------------- | -------------------- | -------------------- | -------------------- | -------------------- | -------------------- | -------------------- |
| Джерело: The Weather Channel |                      |                      |                      |                      |                      |                      |                      |                      |                      |                      |                      |                      |                      |

## Демографія
Згідно з переписом 2010 року, у місті мешкало 39 718 осіб у 12 542 домогосподарствах у складі 9594 родин. Густота населення становила 3699 осіб/км².  Було 13237 помешкань (1233/км²).
Расовий склад населення:
| - 60,7 % — азіатів - 25,4 % — білих - 1,0 % — чорних або афроамериканців - 0,6 % — корінних американців - 0,1 % — вихідців з тихоокеанських островів - 9,5 % — осіб інших рас |

До двох чи більше рас належало 2,9 %. Частка іспаномовних становила 25,7 % від усіх жителів.
За віковим діапазоном населення розподілялося таким чином: 19,8 % — особи молодші 18 років, 66,2 % — особи у віці 18—64 років, 14,0 % — особи у віці 65 років та старші. Медіана віку мешканця становила 40,3 року. На 100 осіб жіночої статі у місті припадало 93,2 чоловіків;  на 100 жінок у віці від 18 років та старших — 90,6 чоловіків також старших 18 років.
Середній дохід на одне домашнє господарство  становив 72 055 доларів США (медіана — 51 579), а середній дохід на одну сім'ю — 75 660 доларів (медіана — 55 466). Медіана доходів становила 40 532 долари для чоловіків та 37 414 долари для жінок. За межею бідності перебувало 13,8 % осіб, у тому числі 14,8 % дітей у віці до 18 років та 10,2 % осіб у віці 65 років та старших.
Цивільне працевлаштоване населення становило 19 241 осіб. Основні галузі зайнятості: освіта, охорона здоров'я та соціальна допомога — 22,3 %, мистецтво, розваги та відпочинок — 14,8 %, науковці, спеціалісти, менеджери — 11,0 %, роздрібна торгівля — 10,8 %.

## Відомі уродженці
У Сан-Габріелі народилися один з найбільших американських художників-імпресіоністів Гі Роуз та герой Другої світової війни, генерал Джордж С.Паттон.